# هوهانس داردل
هُوْهانِس داردل (ارمنی: Հովհաննես Դարդել؛ انگلیسی: Jean Dardel) یک اسقف، نویسنده و تاریخ‌نگار اهل ارمنستان در سده ۱۴ میلادی بود.